# محطة ساحة بني ياس (مترو دبي)
ساحة بني ياس (اللغة الإنجليزية: Baniyas Square) هي محطة عبور سريع على الخط الأخضر لمترو دبي في دبي.

## الموقع
تقع ساحة بني ياس في القسم المركزي من ديرة في المركز التاريخي لمدينة دبي ، تحت المربع الذي يحمل نفس الاسم. وهي أقرب محطة لحي نايف والجزء الشرقي من السبخة. من بين الأماكن الهامة القريبة هناك برجا الديرة التوأم وعدد من الأسواق.

## التاريخ
تم افتتاح القطارات مع الامتداد الأولي للخط الأخضر من اتصالات إلى مدينة دبي الطبية ، وبدأت القطارات في الاتصال بميدان بني ياس في 9 سبتمبر 2011. مع 1.070 مليون مسافر في عام 2011، أصبحت من بين المحطات الأكثر ازدحامًا على الخط الأخضر.

## تخطيط المحطة
مثل المحطات المركزية الأخرى في مترو دبي ، يقع ميدان بني ياس تحت مستوى سطح الأرض. يقع أسفل شارع 27 عند تقاطع شارع آل مكتوم. ثم تتجه المسارات إما إلى الشمال الغربي أسفل شارع 27 باتجاه محطة نخلة ديرة أو إلى الجنوب الشرقي أسفل شارع آل مكتوم. هناك نوعان من المنصات الجانبية مع مسارين، إعداد مشابه لمعظم محطات المترو.